# Reinhold-Maier-Medaille
Mit der Reinhold-Maier-Medaille werden seit 1989 Personen ausgezeichnet, „die dem Liberalismus besonders verpflichtet sind“. Die Medaille wird im Wechsel von der Reinhold-Maier-Stiftung, der FDP/DVP-Landtagsfraktion und der FDP Baden-Württemberg verliehen.

## Preisträger (Auswahl)
- 1989: Hermann Müller, Finanzminister von Baden-Württemberg[3][4]
- 1990: Wilhelm Hofmann, Lehrer und Politiker[5]
- 1991: Theodor Eschenburg, Professor für Politikwissenschaft an der Eberhard Karls Universität Tübingen[6][7][8]
- 1993: Hans-Dietrich Genscher, Außenminister und Bundesvorsitzender der FDP[9][10]
- 1994: Ralf Dahrendorf, deutsch-britischer Soziologe, Politiker und Publizist[11][7]
- 1996: Marion Gräfin Dönhoff, Chefredakteurin und Mitherausgeberin der Wochenzeitung Die Zeit[12][7][13]
- 1997: Ulrich Wildermuth, Chefredakteur der Tageszeitung Südwest Presse[14]
- 1998: Otto Graf Lambsdorff, Wirtschaftsminister und Bundesvorsitzender der FDP[15]
- 1999: Martin Bangemann, Wirtschaftsminister und EU-Kommissar[16][17]
- 2000: Walter Scheel, Außenminister und Bundespräsident[18][19][20][21]
- 2001: Wolfgang Mischnick, Bundesminister für Vertriebene, Flüchtlinge und Kriegsgeschädigte und Vorsitzender der FDP-Bundestagsfraktion[22][23]
- 2002: Reinhold Würth, Unternehmer des Schrauben-Handelsunternehmens Würth und Professor[24][25]
- 2004: Hans D. Barbier, Journalist und Vorstandsvorsitzender der Ludwig-Erhard-Stiftung[26][27]
- 2005: Klaus Kinkel, Präsident des BND, Bundesminister und Bundesvorsitzender der FDP[28]
- 2007: Helmut Markwort, Journalist, Verlagsmanager und ehemaliger Chefredakteur sowie Herausgeber des Nachrichtenmagazins Focus[29][30]
- 2007: Neelie Kroes, niederländische Politikerin der liberalen Volkspartij voor Vrijheid en Democratie (VVD)[31]
- 2008: Wolfgang Gerhardt, Vorsitzender der FDP-Bundestagsfraktion und FDP-Bundesvorsitzender sowie Vorstandsvorsitzender der Friedrich-Naumann-Stiftung für die Freiheit[32][33][34]
- 2009: Notker Wolf OSB, Abtprimas der benediktinischen Konföderation[35][36]
- 2010: Ludwig Georg Braun, Unternehmer und ehemaliger Vorstandsvorsitzender des Pharma- und Medizinbedarfsunternehmens B. Braun Melsungen[37]
- 2011: Sky du Mont, Schauspieler[14]
- 2012: Helen Zille, südafrikanische Journalistin und Politikerin, Vorsitzende der Democratic Alliance (DA)[38]
- 2014: Ingo Kramer, Unternehmer und Arbeitgeberfunktionär
- 2015: Thomas Bach, Sportler und Präsident des Internationalen Olympischen Komitees (IOC)[39]
- 2016: Neue Zürcher Zeitung, liberale Tageszeitung aus der Schweiz[40][41][42]
- 2017: Margrethe Vestager, dänische Politikerin der sozialliberalen Partei Det Radikale Venstre (RV)
- 2018: Hans Peter Stihl, Unternehmer[43]
- 2019: Jürgen Morlok, Politiker der FDP und Unternehmensberater
- 2020: Helmut Haussmann, Politiker der FDP und ehemaliger Bundeswirtschaftsminister[44]
- 2021: Ulrich Goll, Politiker der FDP und ehemaliger Justizminister von Baden-Württemberg.[45]
- 2022: Seyran Ateş, Autorin und Frauenrechtlerin
- 2023: Heike Göbel, Wirtschaftsjournalistin
- 2024: Christian O. Erbe, Unternehmer und Präsident des Baden-Württembergischen Industrie- und Handelskammertages